# 河北町 (宮城県)
河北町（かほくちょう）は、宮城県北東部にあった桃生郡に属する町である。2005年（平成17年）4月1日に合併し、新制の石巻市となった。現在の石巻市河北地区に相当する。

## 地理
宮城県北東部に位置する町である。北上川が流れ、追波湾に面する。
- 山：経山、ソロミ山、上品山、小渕山
- 河川：北上川、旧北上川
- 湖沼：富士沼
- 年間平均気温：11.8℃（2002年）
- 年間降水量：1,097mm（2002年）
- 年間日照時間：1,971時間（2002年）

## 歴史
- 1889年4月1日 市町村制施行に伴い、現在の町域に飯野川村、二股村、大川村、大谷地村が成立する。
- 1901年3月26日 飯野川村が町制施行し、飯野川町となる。
- 1912年12月1日 二股村が名称変更し、二俣村となる。
- 1955年3月21日 飯野川町、二俣村、大川村、大谷地村が合併し、河北町が成立する。
- 1965年11月3日 町章（河北町の河の字をデザイン）を制定する[1]。
- 2005年4月1日 石巻市、桃生町、河南町、北上町、雄勝町、牡鹿町と合併、新制「石巻市」となる。

## 行政
- 最後の町長：太田実

## 経済

### 産業
- 産業別就業人口（2000年国勢調査）
  - 第一次産業：866人（13.8%）
  - 第二次産業：2,563人（40.9%）
  - 第三次産業：2,837人（45.3%）
- 産業別純生産（1999年）
  - 第一次産業：1,740百万円
  - 第二次産業：7,071百万円
  - 第三次産業：11,788百万円

## 姉妹都市・提携都市

### 国内
- 河北町（山形県）
  - 2001年1月 友好都市締結

## 地域
2004年10月1日当時の世帯数は3,572世帯であった。

### 教育

#### 高等学校
- 宮城県飯野川高等学校

#### 中学校
- 河北町立飯野川中学校
- 河北町立河北中学校
- 河北町立大川中学校

#### 小学校
- 河北町立飯野川第一小学校
- 河北町立飯野川第二小学校
- 河北町立大谷地小学校
- 河北町立二俣小学校
- 河北町立大川小学校

## 交通

### 鉄道
町内を鉄道路線は通っていない。鉄道を利用する場合の最寄り駅は、JR石巻線鹿又駅。

### 道路
- 一般国道
  - 国道45号
  - 国道398号
- 県道
  - 宮城県道30号河北桃生線
  - 宮城県道33号石巻河北線
  - 宮城県道196号神取河北線
  - 宮城県道197号北上河北線
  - 宮城県道238号釜谷大須雄勝線

## 名所・旧跡・観光スポット・祭事・催事
- 亀ヶ森公園
- 長面海水浴場
- 長面浦
- 富士沼
- 上品山
- 飯野山神社

### 祭り・イベント
- 飯野山神社例祭
- 皿貝法印神楽
- サマーフェスタ・イン・かほく
- フェスティバル・イン・かほく

## 出身人物
- 勝又進 - 漫画家・イラストレーター